# مدال پاداش
مدال پاداش (Medal of Reward) یکی از نشان‌های افتخار در ایران است.

## شرایط احراز مدال
این مدال یک نوع بوده و طبق آیین نامه به کارمندان و افرادی که با جدیت و حسن خدمت وظایف محوله را انجام می‌دادند اما به علت مشکلات سازمانی و بودجه ای به ترفیع موفق نشده و لااقل مدت دو سال اضافه بر مدت مقرره در درجه مربوطه باقیمانده بودند یا در محل بالاتر از درجه ای که داشتند، مدت یکسال با ابراز لیاقت و شایستگی خدمت نموده و در مدت مزبور دو مرتبه و بیشتر در دستور قسمتی (لشگر و تیپ و یگان‌ها و سازمان‌های هم طراز) تقدیر شده بودند یا به شغل فرماندهی گروه، گروهبان دسته، سرگروهبان و مشاغل همطراز اشتغال داشته و در آزمایش‌ها و بررسی‌ها، معدل نمره یگان مربوطه از ۸۰ بر مبنای صد کمتر نبوده یا درجه دارانی که شغل فرماندهی داشته و در یگان تحت فرماندهی آنها در مدت دو سال، فراری، خودکشی و شرارت وجود نداشت یا کسانی که در پیش آمدهای غیرمترقبه مانند سیل، آتش سوزی، زلزله یا خرابکاری با ابراز فداکاری، خدمات شایان توجهی انجام داده بودند، اعطاء می‌گردید.